# Gora Makara Mazaja
Gora Makara Mazaja är ett berg i Antarktis. Det ligger i Västantarktis. Argentina, Chile och Storbritannien gör anspråk på området. Toppen på Gora Makara Mazaja är 1 267 meter över havet.
Terrängen runt Gora Makara Mazaja är huvudsakligen kuperad. Trakten är obefolkad. Det finns inga samhällen i närheten.